# بازار تله
بازار تله (به لاتین: Bazar-e Taleh) یک منطقهٔ مسکونی در افغانستان است که در ولایت بغلان واقع شده‌است.